# A Idade Madura (Camille Claudel)
A Idade Madura (em francês: L'Âge mûr) também conhecida por La Destinée, Le Chemin de la vie ou ainda La Fatalité (1894-1900) é uma das principais esculturas de Camille Claudel (1864-1943). Há uma versão em gesso e duas gravuras em bronze, expostas respectivamente no Museu de Orsay e no Museu Rodin.

## História
Em 1883, Camille Claudel, aos 19 anos, conheceu Auguste Rodin e tornou-se sua aluna e musa. Ela dividiu seu ateliê, participou ativamente de muitas das obras do mestre e manteve com ele uma relação artística e romântica apaixonada e tumultuada por aproximadamente 10 anos.

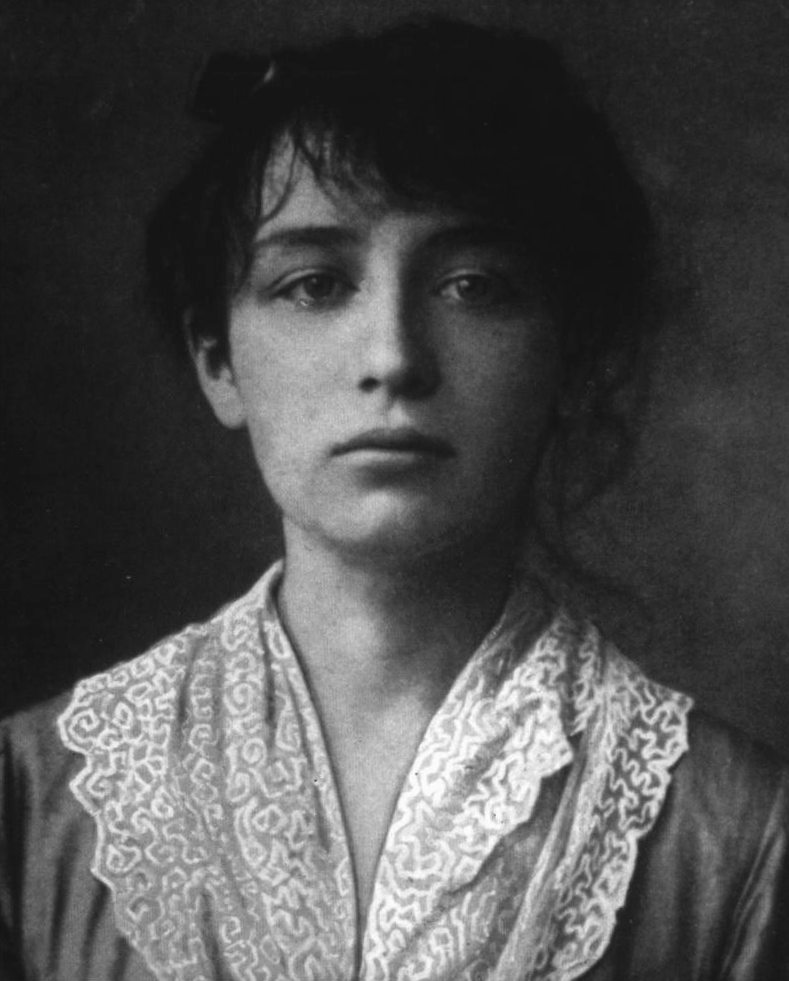
Camille Claudel (1864-1943)
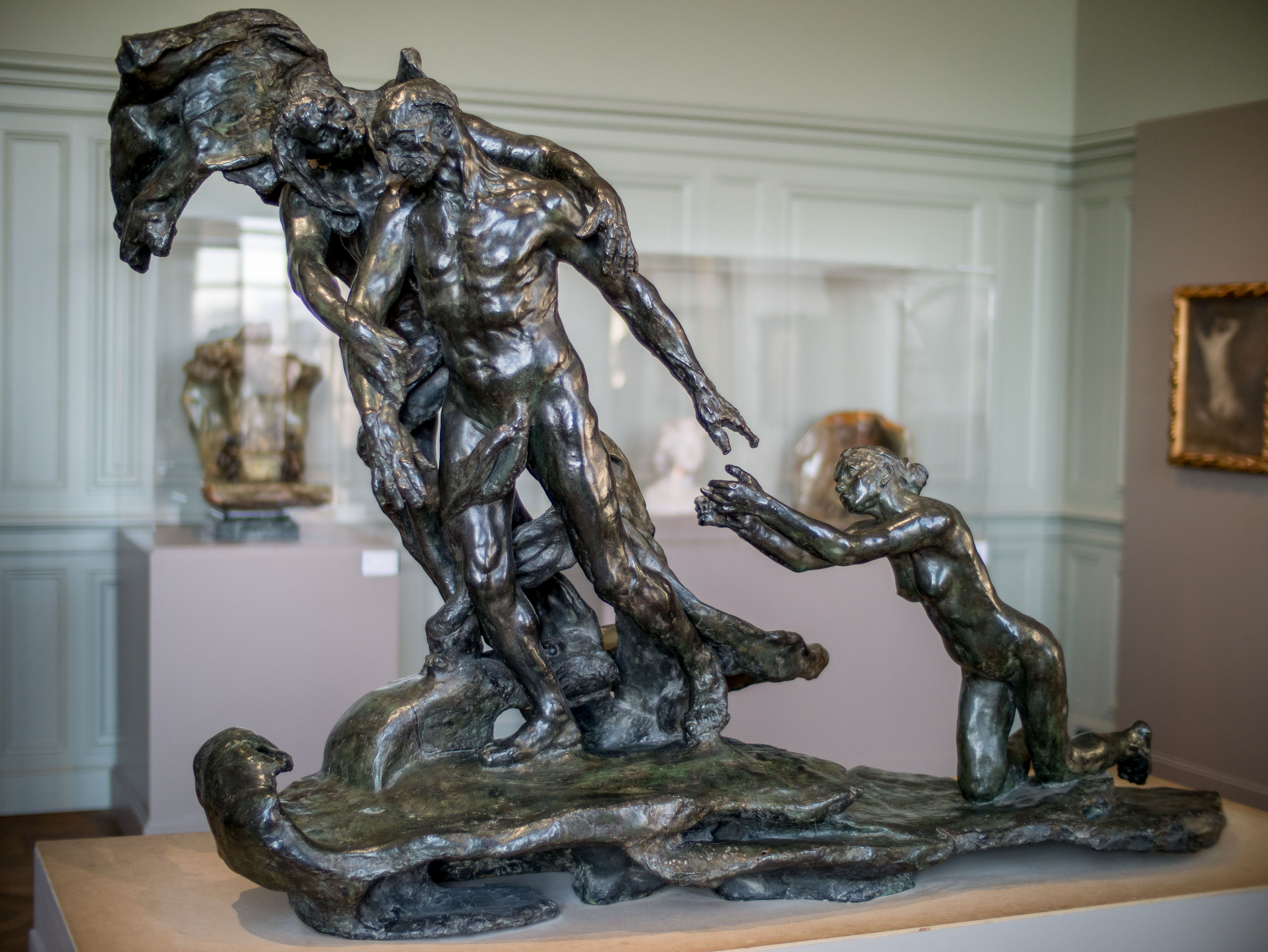
Fonte Frédéric Carvilhani, 1913, Musée Rodin, Paris

Em 1892, Camille Claudel deixou seu mestre e amante depois de tentar, sem sucesso, expulsar Rose Beuret, companheira de Rodin. Rodin recusou propostas de casamento de Camille Claudel, que então caiu na demência antes de finalmente ser internada em 1913. Após a separação entre Camille Claudel e Rodin, este último tentou ajudá-la através de um intermediário e obteve do diretor das Belas Artes uma encomenda do Estado mas esta ordem nunca se concretizará e Camille nunca receberá um centavo dela. O molde de A Idade Madura foi concluído em 1895 e exposto em gesso em 1899 no Salon des Beaux Arts da Société Nationale des Beaux-arts. Camille não tinha meios para a fundir e foi um capitão reformado quem fundiu a escultura às suas próprias custas, em 1902, pela Fundição Thiébaut Frères (sendo a fundição habitual muito cara). O oficial então mantém este bronze com ele. Posteriormente, foi exposto no Museu de Orsay, ao qual hoje pertence. Um segundo bronze foi fundido por Frédéric Carvilhani depois de 1913 e exibido no Museu Rodin após doação de Paul Claudel.
Os moldes de gesso desta escultura L'Âge Mûr foram realizados entre 1892 e 1895, época da ruptura. Eles testemunham o cruel abandono de Rodin. Camille implora que ele se junte a ela enquanto o escultor retorna para Rose. Agora sozinha, Camille escreveu ao irmão Paul Claudel, então cônsul em Nova York: “Ainda estou ligada ao meu grupo de três. Colocarei uma árvore inclinada que expressará o destino". Rodin ficou chocado e furioso quando viu a escultura pela primeira vez em 1899. Ele parou de apoiar Claudel e pode ter influenciado o Ministério de Belas Artes a cancelar sua encomenda.
Paul Claudel falou assim: “Minha irmã Camille, implorando, humilhada de joelhos, tão soberba, tão orgulhosa, e você sabe o que está sendo arrancado dela, neste exato momento, diante de seus olhos, é a alma dela . É ao mesmo tempo a alma, o gênio, a razão, a beleza, a vida.” Ele também indicou, a respeito das criações da irmã: “O trabalho da minha irmã, o que lhe dá um interesse único, é que, na íntegra, é a história da vida dela”. Para Bruno Gaudichon, diretor do museu, “Ela é a primeira a misturar o íntimo com a expressão artística, a acessar uma linguagem universal. Ela anuncia Louise Bourgeois ou Frida Kahlo”.